# Strigula laureriformis
Strigula laureriformis är en lavart som beskrevs av Aptroot & Lücking. Strigula laureriformis ingår i släktet Strigula och familjen Strigulaceae.   Inga underarter finns listade i Catalogue of Life.